# 古代オリエントの編年
本記事では古代オリエントの編年（こだいオリエントのへんねん）について、即ち古代オリエント（中近東）の歴史上発生した様々な出来事、君主、王朝の年代を決定するフレームワークについて解説する。なお、日本語においてオリエント、あるいは中近東と言った用語はしばしばエジプトを含むが、本記事ではエジプトを対象としない。
古代オリエント世界の都市国家や王朝にはそれぞれ独自の紀年法が存在した。現代のイラク南部に多数存在したシュメールの都市国家や、その後継ともいえるバビロニアの諸王朝は一つ一つの年に固有の年名を割り当てていた。やがて君主の即位を起点に「Y王の統治X年目」の形式で記録を行う方法も普及するようになった。バビロニアの北方のアッシリアではリンムと呼ばれる1年交代の役人の名前を年名表記に用いていた。
このような古代の年名記録は、それだけでは現代の暦と接続することができず、歴史上の出来事がいつ起こったのか、あるいはある君主の即位がいつのことであるのかを理解することはできない。従って、多くの年名を集めた年名表やその他の記録を元に、出来事や人物の相対年代、つまり出来事Aと出来事Bの間の期間が何年間なのか、C王の即位はD王の即位の何年前なのか、または後なのかと言う情報を割り出すことになる。このような相対年代を元に、主として天文学的な情報に基づいて現代の暦と連続した絶対年代を割り出すことが古くから試みられている。また年輪年代学や放射性炭素年代測定、更にエジプトのような隣接地域の編年との同期によって、その正確性を高める努力がなされている。

## 確立された編年
古代オリエント地域について言えば、編年の確立状況は以下のようにまとめることができる。
1. 紀元前3千年紀前半まで：アッカド帝国成立（前24世紀頃）より前の、いわゆるシュメール初期王朝時代の君主たちと王朝の実在についての推定は、大部分が『シュメール王朝表（シュメール王名表）』に基づいている。加えて考古学的な証拠によって証明される王（例えば、エンメバラゲシ王）もいる。『シュメール王朝表』は伝説的な洪水以前の、数万年におよぶ在位期間を持つ王の治世から始まっており、神話と歴史の境界は明確ではない。また、実際には同時代に存在した王朝を縦列に繋いで叙述しているために、そこから正確な年代を割り出すことは極めて困難である[1]。よって、この時代は1世紀単位を超えた分解能で絶対年代を割り当てることは不可能である。
2. 紀元前3千年紀後半から紀元前2千年紀前半まで：前2300年頃のアッカド帝国の始まりと共に、年代学的な記録は一貫性を持つようになっていく。基本的にこの時代の間は、多数残された年名や王碑文によって誰がどの王の地位を継承したのかを良く把握することができ、相対年代を割り出すことができる。この時代の編年の鍵となるのはアンミ・サドゥカ王の金星粘土板（英語版）である。これはハンムラビ王の4代後のバビロニア王であるアンミ・サドゥカの時代にオリジナルが記録されたと考えられる複数の楔形文字粘土板文書で、21年間に渡る金星の天文観測記録を残している。これによって絶対年代の同定可能な編年上のポイントが提供されている。金星の軌道は周期的に一致するため、同定され得るポイントは複数ある。これらのうち他地域の編年との矛盾しないポイントは3箇所ある。故に上記の天文学的な計算によるハンムラビ王の統治第1年は次の三つの可能性がある。即ち、前1848年、前1792年、前1736年である。年代の古さに応じてそれぞれ「高年代説」、「中年代説」、そして「低年代説」とされる[2]。
3. 紀元前2千年紀後半：メソポタミアではバビロン第3王朝（カッシート王朝）の成立の頃（前16世紀頃）、東地中海では海の民の登場とそれに続く、ヒッタイト王国の崩壊の頃（前1200年のカタストロフ）の編年上の情報が不足する。アナトリアの歴史学ではしばしばこの時代を「暗黒時代」とも呼ぶ[3]。これらの編年情報の空白のために、前2千年紀の絶対年代を確実に同定することが難しくなっている。しかし、この時代にはエジプトで発見されている外交文書などを通じ、メソポタミアとレヴァントの編年と、より強固な古代エジプトの編年（英語版）との間で同期を取ることができる。
4. アッシリア帝国以降：前900年頃、記録史料はアッシリア帝国の台頭と共に再び増加し、古代史の中でも記録史料が豊富な時代に入る。アッシリアは長期間にわたる連続した年名の記録（リンム表）を残している。更にアッシリア王アッシュル・ダン3世の統治第10年の日食の記録が残されており、天文学的な計算によってこの日食が紀元前763年6月15日に発生したことが特定されている[4]。これによって現代の暦と接続された信頼できる絶対年代が確立されている。プトレマイオスの王名表やベロッソスの記録、そして旧約聖書のような古典の記録は、年代学的な同期の確立を補助する史料である。

## 前3千年紀の編年
メソポタミアはエジプトと並び人類史上最も古い文字記録が残されている地域であるが、紀元前3千年紀の編年情報は限定的である。シュメール初期王朝時代と呼ばれる諸都市国家の時代は通常、前2900年頃からアッカド帝国が登場する前24世紀頃までとされる。この時代のうち、同時代史料である王碑文や行政文書などを十分に活用できるのは前2500年頃以降である。これらの同時代史料を編年上にどのように位置づけるかという点については『シュメール王朝表（シュメール王名表）』に依拠している。だが、『シュメール王朝表』の利用には複数の困難がある。第一にこの王朝表の現存する最古の写本は古バビロニア時代（紀元前2千年紀前半）のものであり、オリジナルの成立は古く見てもウル第3王朝（前22世紀～前21世紀頃）時代であるため、より古い時代についての信憑性に疑問が持たれることである。第二の問題として、この王朝表はA王朝からB王朝へ、ついでC王朝へという整然とした王朝交代が行われたという体裁で叙述を行うが、実際にはこれらの王朝は同時代に並立していたと考えられることである。更に、有力都市全てを記録の対象とはしていないし、伝説的な「洪水」の前後の王朝から、ウルク第1王朝の王とされるギルガメシュの頃までの初期の王には空想的に長期間の在位年が設定されており、到底史実として取り扱うことができない。それでも、考古学的発見によって、その全てが空想の産物ではないことも明らかとなっており、注意深く取り扱うことによって有用な編年情報を得る事ができる。他に、ウルやラガシュのような都市の遺跡では、王碑文や王墓などから発見された王名を持つ考古学的遺物によって、歴代王の即位順などの時系列情報を得ることができる。
不確定要素の多い史料に依存するため、紀元前3千年紀の編年情報には未確定の要素が多数残されており、時系列的な情報や特定の王の絶対年代についても1世紀単位での修正が行われることがある。例えばウルクの王エンシャクシュアンナの治世はかつて前2500年頃とされていたが、20世紀後半までの議論で前2400年頃であると概ね認められるようになった。
『シュメール王朝表』が伝える王の在位年数は、アッカド帝国の成立（前24世紀頃）前後からより実際的に思われる統治年数が割り当てられている。これを用いて、各種の資料や計算を通じて、アッカド帝国時代からイシン第1王朝（前21世紀頃～前18世紀頃）時代までの連続した編年が提案されている。しかし、アッカド帝国の最末期の分裂の時代から、ウル第3王朝（前22世紀頃-前21世紀頃）による統一までの期間に編年上の空白があり、この期間の長さについての定説は存在しない。このため、ウル第3王朝以降の相対年代と、アッカド帝国以前の相対年代を確実に接続させることはできていない。
前3千年紀末のウル第3王朝の編年についてはその後の時代と相対年代が接続されている。ただしウル第3王朝の絶対年代は前2千年紀の編年の絶対年代が確定していないため、確実に割り当てることができない。後述する中年代説を前提とした場合、最も良く使用されるジョン・ブリンクマン（John A. Brinkman）の提案した編年ではウル第3王朝の絶対年代は前2112年-前2004年となる。

## 前2千年紀の編年

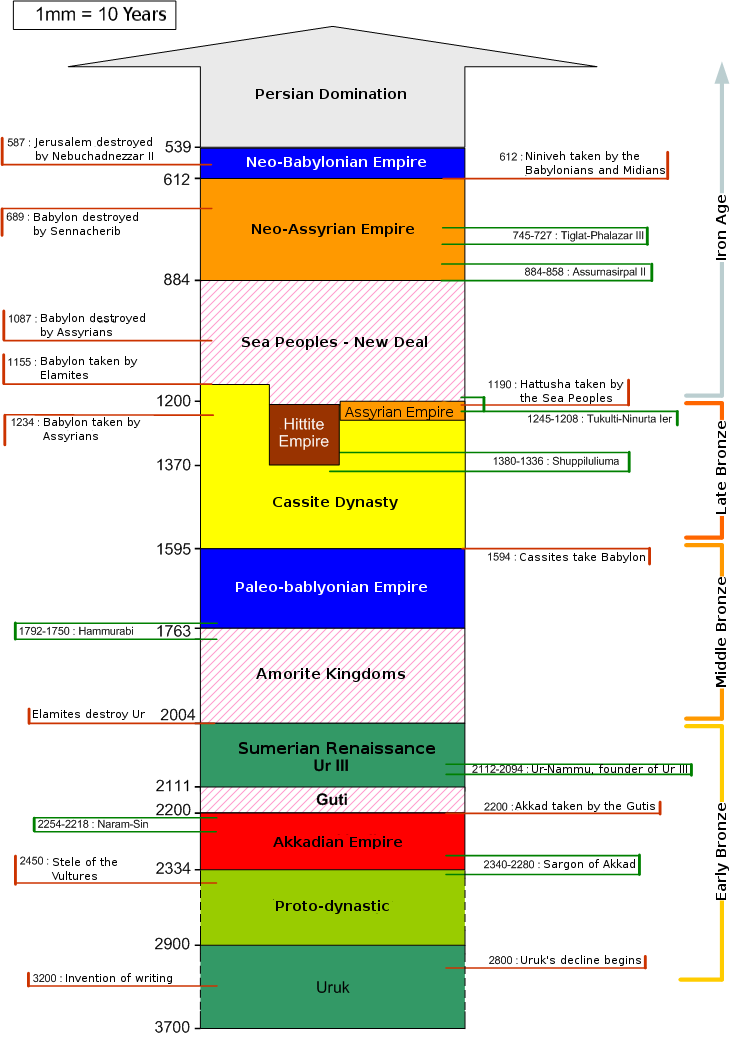
最も有力な中年代説

前2千年紀に入ると、古代オリエント世界の歴史の手がかりとなる史料は飛躍的に増大する。一方でバビロン第3王朝（カッシート王朝）の成立（前16世紀頃）前後の時代の編年情報の欠乏のため、この時期以前の時代の編年は「浮動する編年（floating chronology）」である。別の言い方をすれば、前16世紀以前の編年は「相対編年」としてその内部においては整合的であるが、現代の暦と連続した「絶対編年」として確立されていない。
また、メソポタミアの編年およびレヴァントとアナトリアのそれは古代エジプトの編年に強く依存している。このためにエジプトの編年に問題がある限り、その問題は編年上の同期によって受け継がれる。

### 前2千年紀前半
前2千年紀前半の編年の鍵となる記録がアンミ・ツァドゥカ王の金星粘土板である。これはハンムラビ王の4代後のバビロニア王であるアンミ・サドゥカの時代にオリジナルが記録されたと考えられる占星術の楔形文字粘土板文書の一部（第63書番）で、21年間に渡る金星の天文観測記録を残している。しかも、同書板の10行目にアンミ・サドゥカ王の統治第8年目の年名が記されている。これによって絶対年代の同定可能な編年上のポイントが提供されている。金星の軌道は周期的に一致するため、アンミ・サドゥカ王の金星粘土板の記録に整合するように金星が観測されるポイントは複数ある。これらのうち他の地域の編年との矛盾しないポイントは3箇所あり、それらは56/64年の間を置いて訪れるため、それぞれの学説の間で56年または64年、絶対年代の想定が異なる高年代説、中年代説、低年代説という3つの説が提案されている。これらの主要学説はアンミ・ツァドゥカの統治第8年を基準としている。アンミ・サドゥカ王の統治第8年の同定はハンムラビの在位年を定義する。それぞれに基づいてバビロン第1王朝の王ハンムラビの在位期間の絶対年代を割り当てると、前1848年-1806年（高年代説）、前1792年-前1750年（中年代説）、前1728年-前1686年（低年代説）となる。
また、Vahe Gurzadyaは最も最近の研究で、金星の基本的な8年の周期がより良い指標であることを主張し、低年代説よりも更に32年、想定年次を後にずらした超低年代説を提唱している。日食記録や他の手段を用いて編年を確定する試みは他にもあるが、それらは未だ広い支持を得ていない。
中年代説（ハンムラビの在位年を前1792年-前1750年とする）は各種の文献で一般的に使用され、直近の考古学や古代オリエント史の教科書もそれを使用し続けている。低年代説はその次に有力であり、高年代説と超低年代説（ultra-low chronologies）は明らかに少数派の見解である。なお、アンミ・ツァドゥカ王の金星粘土板については後述する問題もあり、その記述に絶対の信頼が置けるものではない。前21世紀初頭についての年輪年代学の成果は基本的に低年代説を反証している 。ただし、後述するように現時点において古代オリエントの連続した年輪年代学の編年は存在しない。アナトリアの樹木による青銅器時代と鉄器時代の相対編年が作成されているが、連続した編年が開発されるまでは古代オリエントの編年を改善するための年輪年代学の有効性は限られている。疑問符付きとなる期間の大部分について、低年代説の編年は中年代説の対応する編年に64年を加算することによって算出することができる（例えば、低年代説の前1728年は中年代説の前1792年に対応する）。
以下の表は競合する複数の説の概要を示し、いくつかの基準となる年次の中年代説との差分を一覧にしている。
| 学説       | アンミ・ツァドゥカ王の統治第8年 | ハンムラビ王の統治期間 | バビロン第1王朝の滅亡 | ±     |
| ---------- | ------------------------------- | ---------------------- | --------------------- | ----- |
| 超低年代説 | 前1542年                        | 前1696年-前1654年      | 前1499年              | +96年 |
| 低年代説   | 前1574年                        | 前1728年-前1686年      | 前1531年              | +64年 |
| 中年代説   | 前1638年                        | 前1792年-前1750年      | 前1595年              | ±0年  |
| 高年代説   | 前1694年                        | 前1848年-前1806年      | 前1651年              | -56年 |

このアンミ・サドゥカ王の統治第8年を基盤に、『シュメール王朝表』や『バビロニア王名表』、『アッシリア王名表』、『アッシリア・バビロニア関係史』、『バビロニア年代記"P"』のような王名表、年代誌から得られる王の在位期間、各王の通時性を考慮することで前2千年紀の編年が組み立てられている。例えば、前2千年紀初頭にバビロニアで勢力を持ったイシン第1王朝とラルサはそれぞれ王名表や年名（王の統治各年に割り当てられた固有の名前）の記録を残している。そして、ラルサの最後の王リム・シン1世の統治第30年の名称は「イシンを滅ぼした年」である。年名はこの時代には前年の出来事に基づいて記録されたので、実際にはラルサのリム・シン1世がイシン第1王朝を滅ぼしたのは統治第29年ということになる。一方で、イシン第1王朝最後の王ダミク・イリシュの在位期間は『シュメール王朝表』で23年間となっているので、ダミク・イリシュの統治第23年はリム・シン1世の統治第29年に該当する事がわかる。同じような手順で、バビロンの王ハンムラビとリム・シン1世の間の相対編年を割り出し、ハンムラビの4代後の王であるアンミ・サドゥカの在位期間と連結させることで、高・中・低年代説に基づいたイシン第1王朝やラルサの絶対年代を割り出すことができる。仮に中年代説を採用した場合、ダミク・イリシュの統治第23年＝リム・シン1世の統治第29年＝ハンムラビの統治第1年の2年前＝前1794年となる。
以下の表は上に述べた相対年代と、中年代説に基づく絶対編年を示したものである。
| 中年代説に基づく絶対編年 | イシン王ダミク・イリシュの統治年 | ラルサ王リム・シン1世の統治年 | バビロン王ハンムラビの統治年 |
| ------------------------ | -------------------------------- | ----------------------------- | ---------------------------- |
| 前1796年                 | 21年                             | 27年                          | -                            |
| 前1795年                 | 22年                             | 28年                          | -                            |
| 前1794年                 | 23年                             | 29年                          | -                            |
| 前1793年                 | -                                | 30年                          | -                            |
| 前1792年                 | -                                | 31年                          | 1年                          |
| 前1791年                 | -                                | 32年                          | 2年                          |
| （中略）                 | （中略）                         | （中略）                      | （中略）                     |
| 前1765年                 | -                                | 58年                          | 28年                         |
| 前1764年                 | -                                | 59年                          | 29年                         |
| 前1763年                 | -                                | 60年                          | 30年                         |

ただし、これらの史料も相互に矛盾する記録、版間の差分、記録者による作為など様々な要素によって完全な整合性が取れないことがある。そのため王の即位順などについては問題ないにせよ、相対年代と絶対年代の割り当ては学者によって細部が異なる場合もある。例えば、イシン第1王朝の歴代王については『シュメール王朝表』の3つの写本と独立した王名表の2つの写本がある。後者の王名表はイシン王ダミク・イリシュに4年の在位期間を与えており、『シュメール王朝表』は23年の在位期間を与えている。またラルサの王名表はリム・シン1世の在位期間を61年とするが、他の史料との相互関係から実際には60年と考えられている。天文学上のイベントを起点に各王の在位年数を積算して年代を割り出す場合、このような矛盾する記録に対してどのような処理を行うかによって当然年代設定上の差異が生じる。

### 前2千年紀後半
バビロン第1王朝の滅亡からカッシート朝（バビロン第3王朝）が支配を確立するまでの期間は王の即位順なども含めて未解決の問題が多い。前1千年期後半にバビロニアの支配権を握ったカッシートの王たちの編年情報を提供しているのは、まず後代の史料である『バビロニア王名表A』だが、これには36人の王が576年9ヶ月の間支配したことが示されている。カッシート王朝の後半については『アッシリア・バビロニア関係史』など複数の情報があることから各地との相対年代をある程度確認でき、その滅亡は前1155年に同定されているが、そこから『バビロニア王名表A』の記述に従ってカッシート王朝の成立時期を逆算すると前18世紀に遡ることになる。実際にカッシート王朝がバビロニアを支配していたことが確認される最も古い年代は前1500年頃とされ、これはカッシートの王ブルナ・ブリアシュ1世とアッシリアの王プズル・アッシュル3世との間の国境策定に言及した『アッシリア・バビロニア関係史』の記録である。カッシートの王統の編年はブリンクマンによって研究されたものがよく通用しているが、初期の王の同定や年代、即位順など未解決の問題が残されている。
この時代にはバビロニアの編年とアッシリアの編年を結び付けることのできる複数の史料が存在している。ただし、アッシリアの編年も完全には確立されていない。アッシリアではリンムと呼ばれる1年任期の役人が毎年任命され、それぞれの年は在職していたリンムの名前で呼ぶという独特の紀年法を持っていた。そしてこのリンムの名前を集成した「リンム表」「リンム年代誌」などと呼ばれる文書が作成されており、前1千年紀の編年確立には決定的な要素の一つとなっている。しかし、前2千年紀後半に該当するリンム表が発見されておらず、各種の文書に記載されているリンム年がどの王の統治何年目に属し、時系列がどのようなものであるのかが確実に同定できないため、多くの場合にその絶対年代は厳密には決定できない。
また、この時代はエジプトに残された記録との間で同期が取れる。バビロニアやアッシリア、そして他のオリエント諸国の王と、エジプトの王アメンヘテプ3世（在位：前14世紀前半）やアクエンアテン（アメンヘテプ4世、在位：前14世紀半ば）との間で交わされた書簡がエジプトのアマルナで発見されており、354通が知られている。
これらの文章に登場する王たちの間の同時代性は明らかであり、編年はこれに矛盾しないように成立されなければならない。

## 前1千年紀の編年
紀元前1千年紀の編年で決定的に重要なのは、アッシリアの王アッシュル・ダン3世の統治第10年にニネヴェで観測された日食の記録である。この日食は天文学的な計算によって前763年6月15日に発生したことが確実に同定されている。もう一つ重要な要素は既に述べたリンムの名前を用いたアッシリアの独特の紀年法である。先述の日食はアッシリアの年名では「リンム、ブル・サギレの年」に発生している。前1千年紀については前910年から前649年までの連続した「リンム表」の年名記録が残されており、日食を起点に信頼性の高い絶対年代を復元することができる。加えて、このリンム表がカバーしている時代とプトレマイオスの王名表（カノン）のカバーする時代が一部重複しているため、これを軸に古典古代のギリシア・ローマの記録とも連結することができる。プトレマイオスの王名表は、2世紀に天文学者クラウディオス・プトレマイオスが新バビロニアの初代王ナボポラッサル（ナブー・アピル・ウツル、在位：前625年-前605年）からヘレニズム時代までのバビロニアを含む各国の王、統治年数、日食と月食を記録したものである。また、断片的ではあるが新バビロニア王ナボポラッサル、ネブカドネザル2世（ナブー・クドゥリ・ウツル2世）、ネリグリッサル（ネルガル・シャレゼル）、ナボニドゥス（ナブー・ナイド）の年代誌も残されている。
以上のことから、前1千年紀の編年は現在の暦と連続した信頼性の高い絶対年代を算出することが可能であり、前763年6月15日の日食は古代オリエントの編年における基礎とされている。

## 編年情報の出典

### 発掘史料
アナトリアからエジプトに至るまで続く地域では数千もの楔形文字の粘土板が発見されている。その多くは現代の食料品の領収書と同様の古代の領収書であるが、これらは建造物やモニュメントの碑文と共に古代オリエントの編年情報を提供している。

#### 根本的問題
- 史料の状態

ルーブル美術館や大英博物館で見られるような比較的良好なものもあるが、大部分の回収された表や碑文の状態は良くない。破損した一部のみが発見されたり、意図的に破砕されたり、天候や地中にうずもれた影響によって損傷したりしている。多くの粘土板は古代において焼成すらされておらず、加熱して固まるまで注意深く取り扱わなければならない。
- 作成された場所

考古学的な品々の作成場所は考古学者にとって重要な情報である。ただし、この情報は二つの要因によって得られないことがある。第一に古代の古い素材はしばしば原位置から遠く離れた場所で建材や充填材として再利用された。第二に、考古学的遺跡における略奪は少なくとも古代ローマ時代から行われている事実である。略奪された品々の出元は確定するのが困難か、あるいは不可能である
- 複数のバージョン

時が立つにつれ、シュメール王朝表のような鍵となる文書は何世代にもわたり繰り返し複写された。その結果として、複数のバージョンにおける時系列情報が相互に異なることがある。どのバージョンが正しいのか判断するのは極めて困難である。
- 翻訳

特に史料となる粘土板の多くが破損しているため、楔形文字文書の翻訳は非常に困難である。加えて、アッカド語やシュメール語のような基礎的言語についての我々の知識は時と共に進化しており、現代の翻訳は1900年頃の翻訳とは相当に異なる場合がある。古い翻訳の結果は全て、文書に書かれている実際の内容と正しく一致していない可能性があるということである。更に問題なのは、多くの考古学的な発見が未だに公刊されておらず、ほとんど翻訳されていないことである。個人的にコレクションされているような物は永久に翻訳されないかもしれない。
- 偏り

アッシリア王名表のような重要な記録の多くは政府や宗教的機関の産物である。これらにはしばしば、王や神を称揚するための偏りが含まれている。ある王が昔の支配者の戦いや建設事業の名誉を自分の物としている場合もある。とりわけアッシリア人は記録を残す際、歴史において常に最良の状況を標榜するという文学的伝統を持っていた。これらの粘土板や碑文はそれでも価値があるが、このような偏りの存在を頭に入れておく必要がある。

#### 王名表
歴史上の統治者の一覧を記録しておくことは古代オリエントの伝統であった。
- シュメール王朝表（シュメール王名表）

伝説的な「洪水の後」からイシン第1王朝の時代までカバーするメソポタミアの支配者の一覧。初期の都市国家の多くについて、この王朝表が唯一の編年情報である。主たる問題は初期の統治者たちが空想的に長い統治期間と共にリストされていることである。
- バビロニア王名表（英語版）

この王名表はバビロンの統治者のみを対象としている。二つのバージョンが見つかっており、バビロニア王名表Aとバビロニア王名表Bと呼ばれている。王名表の後半はバビロンのカッシート王朝と海の国王朝の時代に対応している。ヘレニズム時代のバビロニア王の一覧も存在し、前1千年紀の後半をカバーしている。
- アッシリア王名表

複数の異なるコピーが発見されており、この粘土板リストは全てのアッシリア王とその統治期間を時の霧から我々の見える場所に戻している。信頼性のあるデータが提供されているのは前14世紀頃からである。様々なアッシリアの年代記と組み合わせると、このアッシリア王名表は前1千年紀の編年を確定的なものとする。
- ラガシュ王名表（Royal Chronicle of Lagash）

シュメール王朝表は、そのカバーする時代において明らかに有力であったラガシュの情報を排除している。このラガシュ王名表はこの遺漏した情報を救い上げようとする試みであり、年代誌の形式でラガシュ王をリストしている。何人かの学者はこの年代誌はパロディか、シュメール王朝表の完全な偽作であると考えている。

#### 王碑文
一般的に古代オリエントの政治的支配者たちは公共事業に自分の名前を残したがっていた。支配者が建てた神殿や彫像は、建造者の名前に言及する短い碑文を持っている可能性が高い。王たちは戦いの勝利、獲得した称号、神々を満足させたことなどを、公的な碑文などの形で確実に記録した。これらは支配者の統治を追跡するのに非常に有用である。無論取り扱いには慎重を要する。例えばアッシリアの王碑文は多数残されているが、これは王の治世中に編集・再編集が繰り返された。このために同一の事件について矛盾する記録が残されている。

#### 年代誌
多くの年代誌（chronicle）によって古代オリエントが再構成されている。多くは一部のみ、または断片的であるが、他の史料と組み合わせることで豊富な編年情報を提供してくれる。王碑文が通常王の1人称でその業績を語る形式をとるのに対し、年代誌は3人称で叙述する年代順の記録である。その多くはバビロニアで作られたものだが、アッシリアでも『アッシリア・バビロニア関係史』が発見されている。
- アッシリア・バビロニア関係史

ニネヴェにあるアッシュルバニパル王の図書館から発見された文書で、アッシリアとバビロニアの間の関係をアッシリアの視点から記録している。
- バビロニア年代記 P（英語版）

非常に不完全ではあるが、この粘土板はアッシリア・バビロニア関係史と同じ種類の情報をバビロニアからの視点で提供している。年代記"P"のPとはこの年代記の最初の校訂者テオフリウス・ゴールドリッジ・ピンチズ（Theophilus Goldridge Pinches）の名前（Pinches）の頭文字である。

#### 年名表
現在の暦と異なり、バビロニアの古代の暦はその時の支配者が何年間支配していたかに基づいていた。ある年は「ハンムラビの治世第5年」であるかもしれない。その一環として、王のそれぞれの年は「ウルが打ち破られた年」のような年名が与えられた。ほとんどの場合、これは支配者の功績を反映しており、これを集成したものは年名表と呼ばれる。例えばハンムラビの治世の最初の10年にはそれぞれに以下のような名前が与えられている。
1. 即位の年
2. 国内に正義を確立した年
3. ナンナ神の玉座を作った年
4. ガギアの城塞を築いた年
5. （欠落）を作った年
6. ラス女神の（欠落）を作った年
7. ウルクとイシンを荒し回った年
8. エムトバルを荒し回った年
9. ハンムラビ・ヘガル運河を開いた年
10. マルギウム全滅の年

このような年名はウル第3王朝時代にはその年の出来事に因んで命名されたが、古バビロニア時代には前年の出来事に基づいて命名された。

#### リンム表
アッシリアではリンムと呼ばれる役人が毎年任命された。この役職は任期が1年間であり、各々の年は在職中のリンムの名前によって記録された。例えばある油の支給記録は以下のような書式で年名を示す。
無論、細部が明確であるとは限らない。しばしば王の治世に釣り合わないほど多くの、あるいは少なすぎる「リンム」がリストされており、また異なるバージョンのリンム表は異なるリンムを載せている場合が多い。一つの実例はマリ・リンム表 である。
多くのリンム表（古代ギリシアの類例に基づいてエポニムとも呼ばれる）が見つかっている。これらのリンム表はリンムの氏名を並べるだけのもの、リンムになった人物の官職名を記すもの、更にそれに加えてその年に発生した重要事件を簡単に記録したものの3つの形式があり、最後のものは「リンム年代誌」と呼ばれる。紀元前1千年紀については通常のリンム表が前910年から前649年まで、リンム年代誌が前857年から前700年までの期間残されており、アッシリアの編年に重要な情報を提供している。日食の記録と合わせることで、現在通用しているアッシリアの編年の絶対年代が求められている。

#### 貿易、外交、および支払い記録
考古学においてしばしば見られるように、日々の記録は文明を最もよく描き出す。楔形文字粘土板は同盟（しばしば王女の政略結婚を伴う）を結ぶため、戦争の警告のため、日用品の出荷書類や売掛金の決済のため、常に古代オリエント世界を移動していた。我々が不必要な領収書を捨てるのと同じように、ほとんどは使用後に投げ捨てられた。
- アマルナ文書

エジプトのファラオ、アクエンアテンが建設した都市アマルナで多数の楔形文字粘土板文書が発見されている。これらはほぼ、当時の外交言語であるアッカド語で書かれていた。アッシリアとバビロニアの王を含む複数の統治者の名前が登場する。正しく王たちが言及されていると仮定するならば、古代オリエントの編年はエジプトのそれに、少なくとも前2千年紀の半ばで連結される。

### 古典古代の著作
古典古代のいくつかの史料が利用可能である。
- ベロッソス

ベロッソスはヘレニズム時代に生きたバビロニア人の天文学者である。彼はバビロンの歴史を書いたが現存しない。しかし、幸運にもこの著作の一部が他の古典古代の作家に引用されて残されている。
- プトレマイオスの王名表

この本は天文学的な文脈の中で、前750年頃のバビロンからペルシア、ローマ時代を通じた王の一覧を提供している。これは前1千年紀の編年の確立に役立つ。
- 旧約聖書

埋まっていた粘土板のような同時代性はないが、ヘブライ人の記録は年表の原資料として使用されることを通じて当時の編年に追加的な情報を加えている。他方では、ヘブライ人はまさにバビロン、アッシリア、エジプト、そしてヒッタイトの交わる地域に居住していたのであり、この地域における王たちの行動の矢面に立っていた。主に前1千年紀と新アッシリア時代において有用である。

### 天文学
- アンミ・サドゥカ王の金星粘土板（英語版）

バビロン第1王朝時代時代にオリジナルが作成されたと考えられる金星の観測記録である。これは占星術の文書である『エヌマ・アヌ・エンリル』の第63番目の書板に含まれていたもので、10行目にアンミ・サドゥカ王の治世第8年の年名が記されていた。この金星の観測記録に適合する年代のうち、アッシリア、ヒッタイト、ミタンニ、エジプトなどの記録と矛盾しない年代として3つの候補が挙げられ、高年代説、中年代説、低年代説が導き出された。現存する写本は紀元前1千年紀のアッシリア帝国時代のもので、アッシュバニパル王の図書館跡から発見されたものである。この情報を信頼できるものと仮定することで前1千年紀の絶対年代を割り出すための学説が提示されているが、問題点には以下のようなものがある。まず、『エヌマ・アヌ・エンリル』の成立年代についてはバビロン第1王朝の滅亡後数百年たってからであると考えられること。次に、明らかに書写時の写し間違いと見られる記述が含まれていることや、アッシュルバニパルの治世とアンミ・ツァドカの治世の間に1000年前後もの時間的隔たりがあることから、何らかの改変が加えられている可能性があることなどである。また、『エヌマ・アヌ・エンリル』の第63書板にはアンミ・サドゥカ王の名前は記されていない。この書板に記されている「黄金の玉座の年」がアンミ・サドゥカ王の統治第8年を指すことを明らかにしたのはドイツの学者フランツ・クサーヴァー・クーグラーである。

#### 日食
古代オリエントの編年を特定するために多数の月食と日食の記録が用いられている。多くの場合、実際の日食・月食を割り出すには、粘土板の記録自体の曖昧さが障害となっている。そのため、これはコンピュータモデルを使用して、その場所で食がいつ観測できるのかを示す問題となるが、地球の自転減速をモデル化しΔTを算出することの困難さによって煩雑なものとなっている。一つの重要なイベントはニネヴェの日食である。アッシリアのリンム表の「グザナのブル・サギレ（の年）、アッシュルの都市で反乱が発生した。シマヌの月に日食が発生した」と言う記述からその情報を得ることができる。この日食は前763年6月15日に確実に同定されている。別の重要なイベントはウル第3王朝のシュルギ王時代の月食と日食の組み合わせの記録である。日食を利用した編年の計算のほとんどはアンミ・サドゥカの金星粘土板が信頼に足る情報源であるという仮定に依っている。

### 年輪年代学
年輪年代学は年輪が表す年ごとに異なる樹木の成長パターンを用いて編年を構築する試みである。現在のところ中東では年輪年代学に基づいた連続的な編年は存在しない。アナトリアの樹木を用いて青銅器時代と鉄器時代のための相対編年が作成されているが、連続的な編年が開発されるまで、年輪年代学の古代オリエント編年における有効性は限定的である.。年輪の編年を現代の暦と連続させることの困難さは主にローマ時代の良好なサンプルがほとんど見つからないことにある。発見されるサンプルの多くはオリエントの外から輸入されたものであることが判明している。

### 放射性炭素年代測定
エジプトと東地中海での放射性炭素年代測定が示す年代は、考古学者たちが提案している年代よりも1世紀か2世紀、古い時代にずれている。どちらに基づいた編年が正しいのか明らかではない。この地域における放射性炭素年代測定の結果がなぜずれているのかを説明するためのメカニズムが考えられている。同様に考古学的な編年が時代を新しく想定しすぎていることを示そうとする論理的な議論が行われている。正解が出るにはまだ時間がかかるであろう。加速器質量分析に基づく炭素年代技術の普及はこの問題を解決するのに役立つかもしれない。別の有望な切り口は構造物から得られる石灰岩の編年である。最近では、エブラの最終的な破壊の年についての放射性炭素年代測定結果が、明確に中年代説（即ちバビロン第1王朝の滅亡とアレッポの滅亡を前1595年に置く）に有利であることが示されており、超低年代説（同じ事件を前1499年とする）が決定力を持つ説とはみなされないことが強調されている.。

### 他地域との編年との同期

#### エジプト
少なくともトトメス1世時代以来、エジプトはエジプト外のオリエントに強い関心を示した。時には一部の地域を占領し、後にはアッシリアによって再占領された。鍵となる同期点は以下のようなものである。
- カデシュの戦い：エジプト王ラムセス2世（治世第5年）とヒッタイト王ムワタリ2世が関与している。エジプトとヒッタイトの双方で記録が残されている[65]。
- エジプト王ラムセス2世（治世第21年）とヒッタイト王ハットゥシリ3世の平和条約。エジプトとヒッタイトの双方で記録が残されている[66]。
- エジプト王アメンヘテプ3世（アメノフィス3世）とミタンニ王シュッタルナ2世の王女の結婚。また、アマルナ文書（EA1-5）においてアメンヘテプ3世からバビロニア王カダシュマン・エンリル1世（英語版）の手紙も残されている。アメンヘテプ3世とバビロンのブルナ・ブリアシュ2世（英語版）を関連付ける別のアマルナ文書（EA6）もあり、同様にミタンニのトゥシュラッタ王と関連付ける（EA17-29）もある。
- アクエンアテン（アメンヘテプ4世）とミタンニ王トゥシュラッタの王女の結婚（アクエンアテンの父、アメンヘテプ3世治世中の出来事である）は、これに関する複数の記録が残されている。彼はまたバビロンのブルナ・ブリアシュ2世（英語版）（EA7-11）および、アッシリアのアッシュル・ウバリト1世（EA15-16）とも応対している。

#### インダス川流域
インダス川流域の文明（ハラッパーの文明）とオリエント世界が交易を行っていた証拠は数多く残されている。このことはウル第3王朝とペルシア湾の封泥によって示されている。加えて、メルッハの地がインダス川流域を指すとした場合、アッカド帝国からバビロン第1王朝の時代までの範囲の広範な取引記録が残されている。

#### サントリーニ島および東地中海
ギリシア製の品々は直接アナトリアへ、そしてキプロス島を経由してエジプトを含むオリエントへ流入した。ヒッタイト王トゥドハリヤ4世はアッシリア人の封じ込めの試みの一環としてキプロスを占領した。
サントリーニ島（テラ）の大噴火はこの地域の編年の基点となり得るポイントを提供している。大規模な噴火は噴煙を直接アナトリアに到達させ、軽石が周囲の海を満たしていたであろう。この軽石はエジプトで確認することができ、明らかに貿易を通じて持ち込まれたものでる。レヴァント地方で現在行われている発掘作業もこの年表に情報を追加する可能性がある。サントリーニ島の大噴火が発生した正確な年次は激しい論争の主題となっており、提案されている年代は前1628年から前1520年の間である。放射性炭素年代測定の結果は前1627年から前1600年の間である確率を95パーセントの確率であると示している。考古学者ケヴィン・ワルシュ（Kevin Walsh）はこの放射性炭素年代測定の結果に同意し、前1628年の出来事であることを示し、これが地中海考古学で最も議論されるべきイベントであると考えている。